# 喬盧拉 (普埃布拉州)
喬盧拉（西班牙語：[tʃoˈlula] ⓘ，官方正式名稱為 Cholula de Rivadavia ），位於墨西哥普埃布拉州的城市和地區。 喬盧拉以其大金字塔和眾多教堂而聞名，金字塔頂部為圣母教堂。
喬盧拉分為兩部分：聖佩德羅喬盧拉和聖安德烈斯喬盧拉。城市周圍有許多農村社區。這座城市本身分為十八個區，每區都有一個守護聖者。
喬盧拉的區域劃分具有前西班牙時期的特色。這個城市被一個複雜的宗教責任系統整合起來，稱為cargas，主要是支持整年的羅馬天主教聖人曆和其他節日。這些節日中最重要的是九月初的梅迪奧斯聖母節，梅迪奧斯聖母是整個城市的守護者。這裡是地球上最古老持續有人居住的城市之一，也是美洲最古老持續有人居住的城市。在7世紀，前哥倫布時期的喬盧拉從一個小村莊發展成為一個區域中心。

## 城市構成和非宗教地標

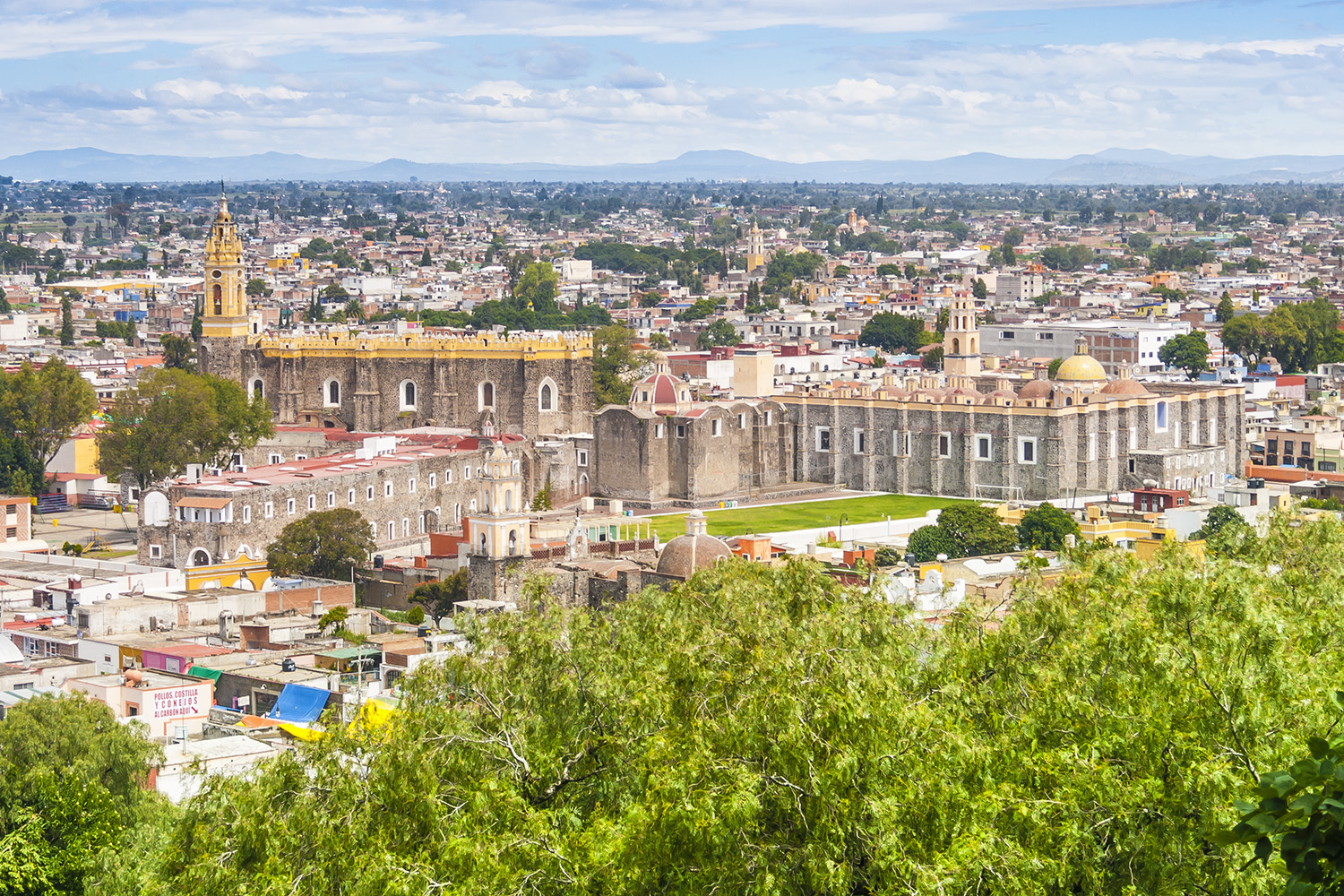
從金字塔俯瞰聖加百列修道院和城市

喬盧拉市位於普埃布拉州首府以西，是其大都市區的一部分。該市分為兩個城區，聖佩德羅喬盧拉和聖安德烈斯喬盧拉，其中包括一些城市外圍的小社區。城內主要廣場位於聖佩德羅喬盧拉，但僅隔幾個街區的大金字塔位於聖安德烈斯喬盧拉。在這兩個城區中，聖安德烈斯的住宅區較多，原住民人口較多。 整個城市的正式名稱是 Distrito Cholula de Rivadavia。 創建於1895年，以貝納迪諾·里瓦達維亞的名字命名。 

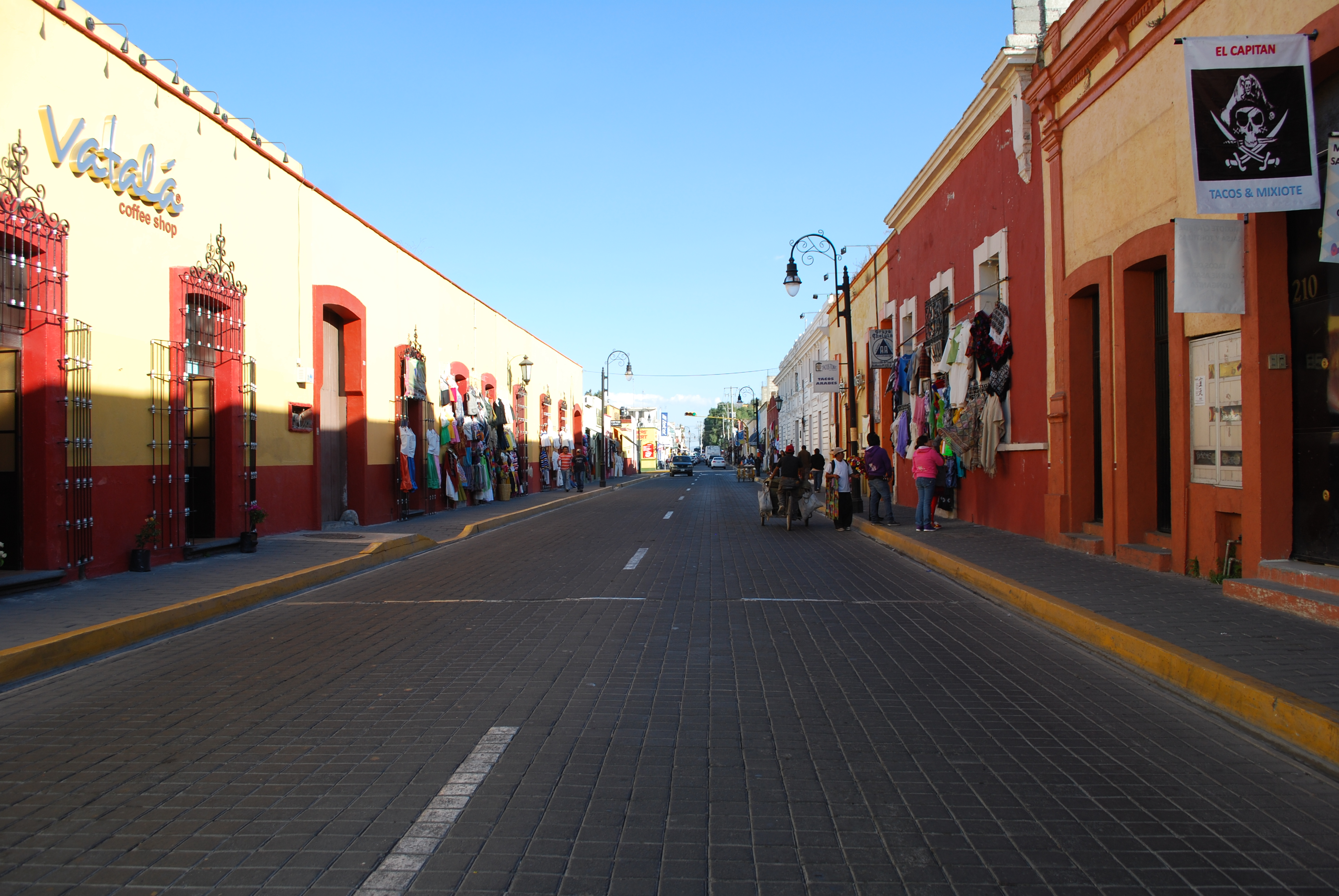
在市中心的莫雷洛斯街向西看

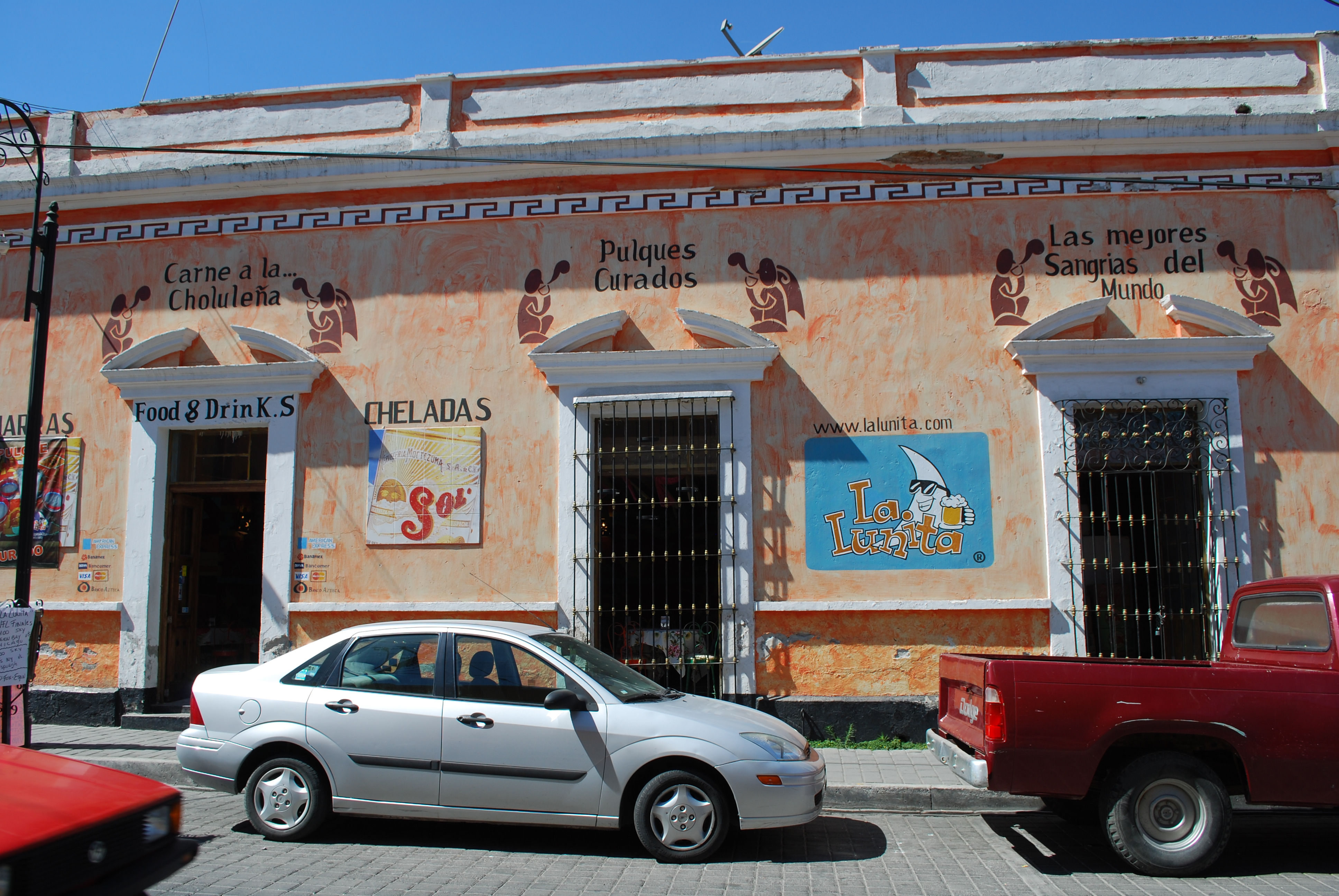
La Lunita 酒吧

### 地標
La Quinta Luna為17世紀的房屋，位於Santa María Xixitla街區，被國家文物總局列為歷史古蹟。它被改造裝一家精品酒店，隸屬於Hoteles Boutique de México集團。原為原住民貴族Juan de León y Mendoza的家，以土坯牆和高天花板建造。酒店包含七間豪華客房、一間會議室、一間圖書館、一間大廳和一間餐廳，以及環繞著花園的中央庭院。 大廳和餐廳位於小聖堂內。圖書館區包含約3,000本書，屋頂橫跨著橫梁，這些橫梁是在翻修期間被搶救出來的。內部裝飾Federico Silva和Gerardo Gomez Brito的畫作、當地瑪瑙製成的作品及來自世界各地的古董。大廳偶爾舉辦小型音樂會。 

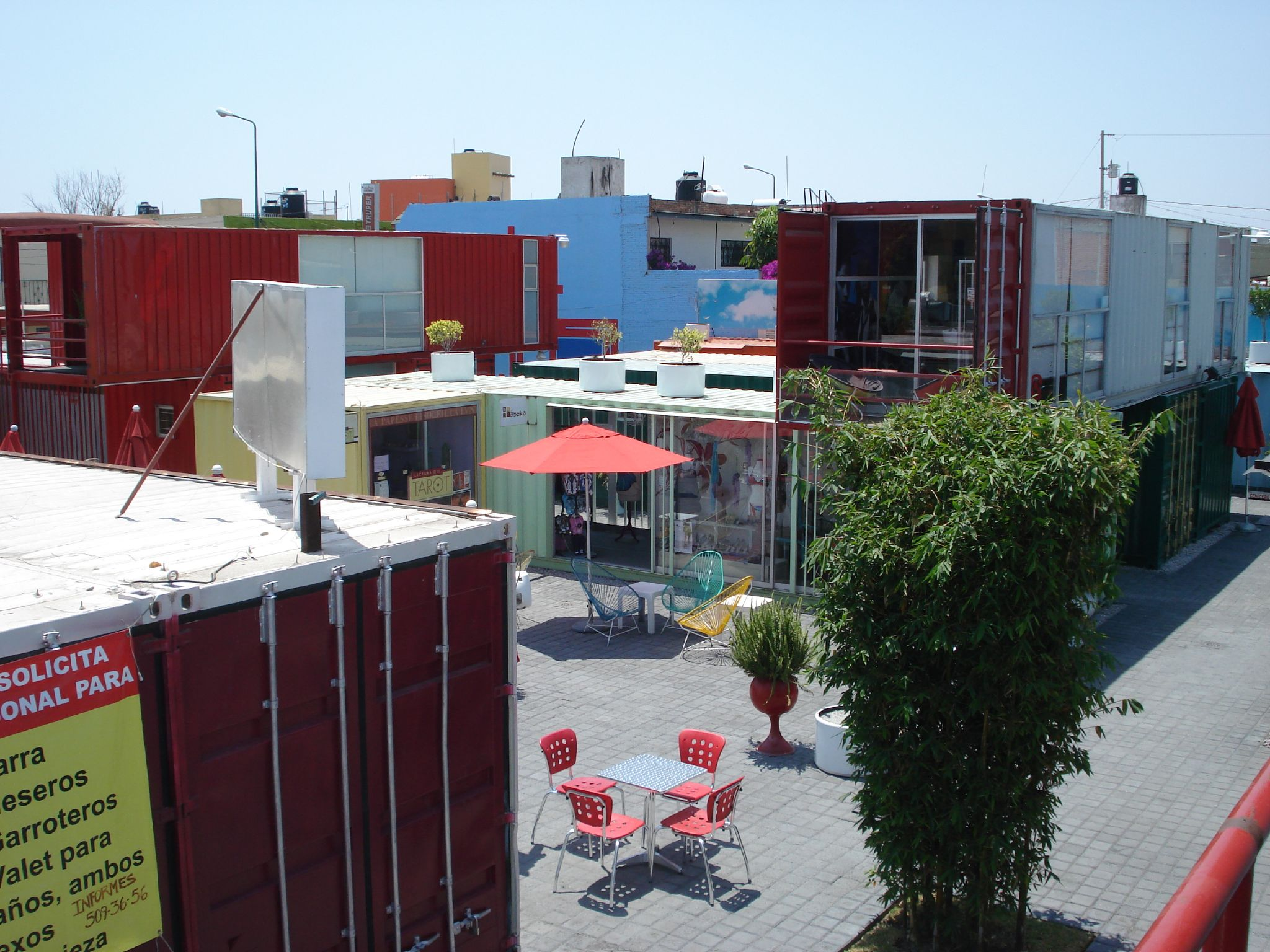
喬盧拉貨櫃城

貨櫃城是一個由大型貨櫃建造的綜合體，位於12 Oeste和2 Norte的交匯處。創意源頭來自英格蘭，由墨西哥組織建造。 連結五十個貨櫃並塗上鮮豔的顏色，創造成4,500公尺（14,800 英尺）的空間，用於容納工作室、餐廳、畫廊和其他公司行號。 該地區還有一些用貨櫃建造的房屋。走廊設有無線上網服務、供遊客使用的音樂吧、娛樂區、乒乓球桌等。 
Parque Loro是一個兒童動物園，擁有400多隻動物，包括猴子、老虎、美洲豹、美洲獅、爬蟲類和迷你馬等瀕危物種。有一個動物表演廳、一個遊樂場、一個前西班牙時期舞蹈區和一個遊客與動物合影區。 
喬盧拉有許多傳統的墨西哥市場，其中最大的是市政市場。這個市場保留了傳統外觀，婦女坐在地上出售種子、鮮花、草藥等。 在星期三和星期日，tianguis街頭小販增加，來自城市周邊社區的人們前來買賣。該市場專營在地產品，尤其是鮮花、水果、蔬菜等，還有當地菜餚的食品攤。 一些當地特色菜包括Cholulteca湯、帶辣椒絲的cecina肉片和queso de canasta起司，一種叫做cueclas的可食用幼蟲，“tacos placeros”由cecina肉片、玻利維亞香菜（pápalo）、酪梨、起司和青椒絲製成夾餅，“orejas de elefante”（大象耳朵）玉米餅內有豆子，外有莎莎醬、番茄和乳酪。 當地生產的蘋果烈酒“Copa de Oro”， 由巧克力和水製成的冷飲，打成泡沫狀，盛在畫有花朵的木碗中。 還有潘趣酒，在喬盧拉，是一種以藍玉米和牛奶製作的飲料。 另一個出售當地特色美食的熱門市場是Cosme del Razo，位於Calle 3 Norte和Calle 5 Norte之間。 
城外聖安德烈斯San Luis Tehuiloyocan社區有一棟17世紀的房屋，外觀破舊並用木板封起來。這棟房屋不是觀光用途，一般不會被談論。內院的牆上鑲嵌火山石的馬賽克，描繪一隻山羊、一隻兔子、火焰和基督受難元素，例如聖韋洛尼加哭泣的臉，她的眼淚流成紅色。構成主門口主圖的是兩隻伸出舌頭跳舞的猴子。他們腿末端是烏鴉鳥腳，頭上是主教帽。兩者都有勃起的陰莖，面前放著一碗熱氣騰騰的液體。後面一個房間橫梁上，有聖母瑪利亞《聖母頌主曲》用拉丁文和反轉的詞。基督教肖像畫將猴子用作人們在魔鬼控制下的象徵，許多人懷疑這座房子曾用於撒旦儀式，尤其是在18世紀。這是墨西哥唯一已知的例子。 
Antigua Casa del Gobernador （舊總督府）可能是在1714年聖安德烈斯獲得印地安共和國地位後建造的。這座建築舉行過議會、州長、市長和其他共和國官員的選舉。在19世紀，它仍然是市議會大廳，現在是一個多功能設施。 

## 教堂

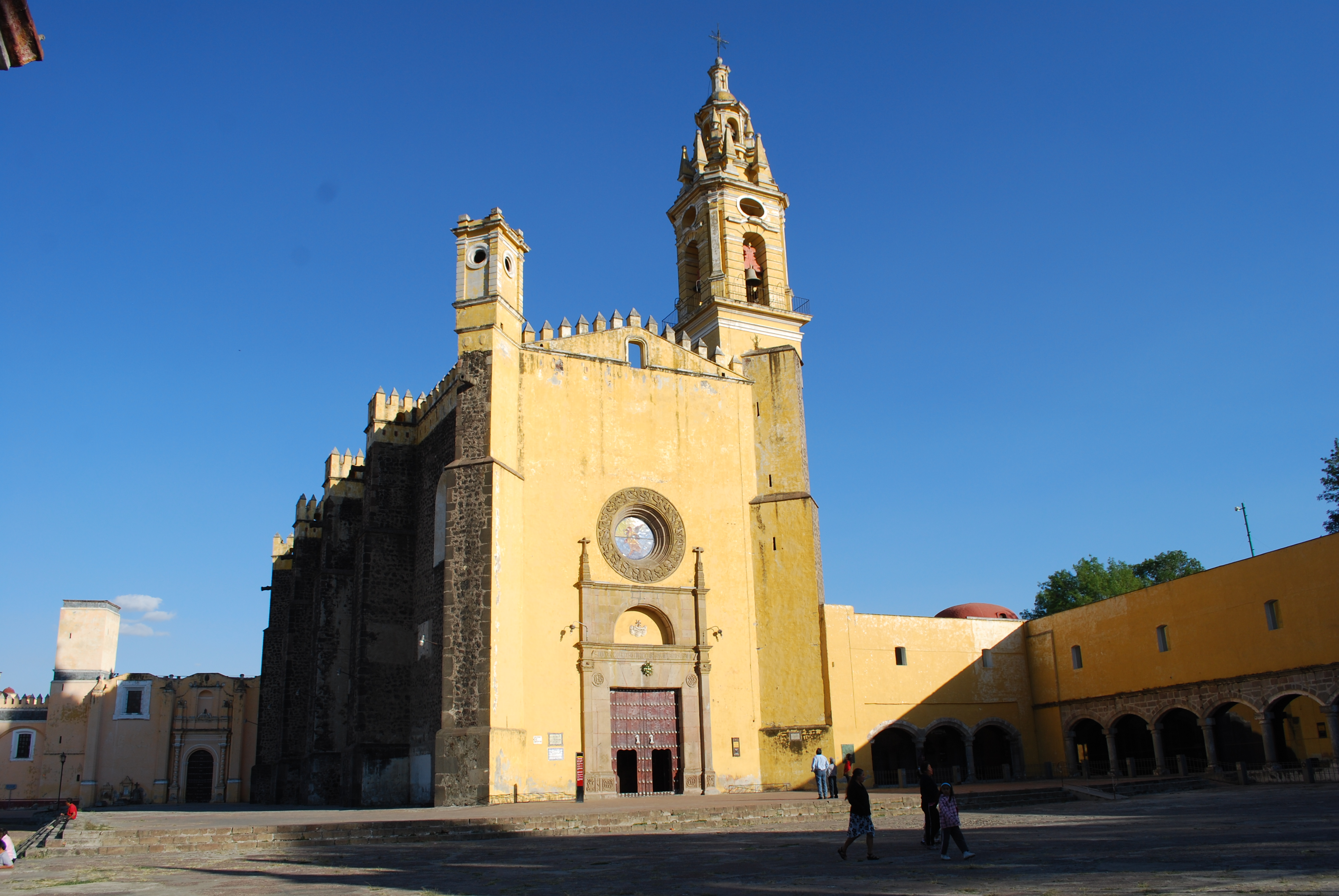
聖蓋博修道院主教堂的正面

據傳喬盧拉有365座教堂，各代表一年中的一天，或代表前西班牙時期神廟。實際上只有37座教堂；如果計算所有莊園和牧場小教堂則也只有159座。 一個傳說指出，在喬盧拉建造的第一座小教堂位於現在城市郊區的聖米格利托街區。這是第一座紅瓦屋頂的建築，獻給大天使米迦勒。據說裡面有一個天使的形象、一個綁在柱子上的小惡魔。當人們崇敬大天使的形象時，也同時承認惡魔，以防天使不聽他們的請求。這最終給教堂帶來了惡名，因為越來越多的人前來尋求惡魔的恩惠，而這些恩惠是人們不會向聖人或天使索取的。惡魔開始為了降臨在該地的不幸而受到指責，因為傳說中說，當災難發生時，惡魔的形象就會被發現。最後，內藏惡魔的大天使形像被奪走，最終消失不見。
這些教堂的建築風格各不相同，從哥德式到文藝復興式，再到丘裏格拉和新古典主義，許多有兩種或兩種以上的混合元素。部分也有Talavera瓷磚作為裝飾，這在普埃布拉州很常見。一些由當地人手工完成粉飾灰泥工作。 這些教堂共收藏了300多件16至19世紀的藝術品，總價值達數百萬美元。宗教藝術品盜竊事件增加導當局致採取許多措施來保護它們。十多年前，教堂通常在週間開放，但現在很多教堂都不開放。教堂開放時，很多至少排一名警衛值班，或像是Nuestra Señora de los Remedios教堂裝設監視器。一些教堂展示了這些作品的複製品，例如聖加百列修道院。有些不允許拍攝教堂內部的照片或影片。  
2017 年普埃布拉地震期間，該市的許多教堂尖塔倒塌受損。 

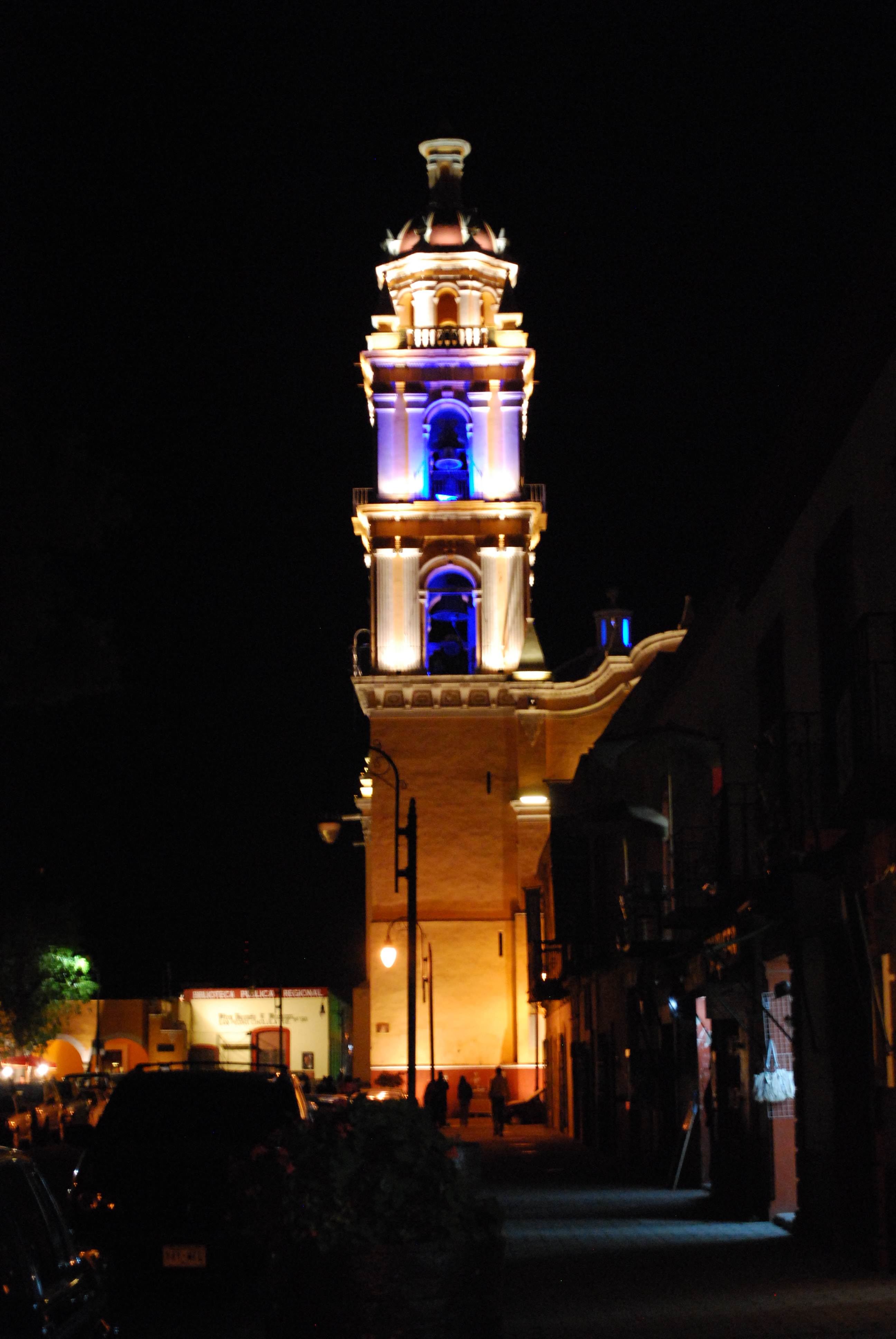
聖佩德羅教區

## 喬盧拉大金字塔和聖母教堂

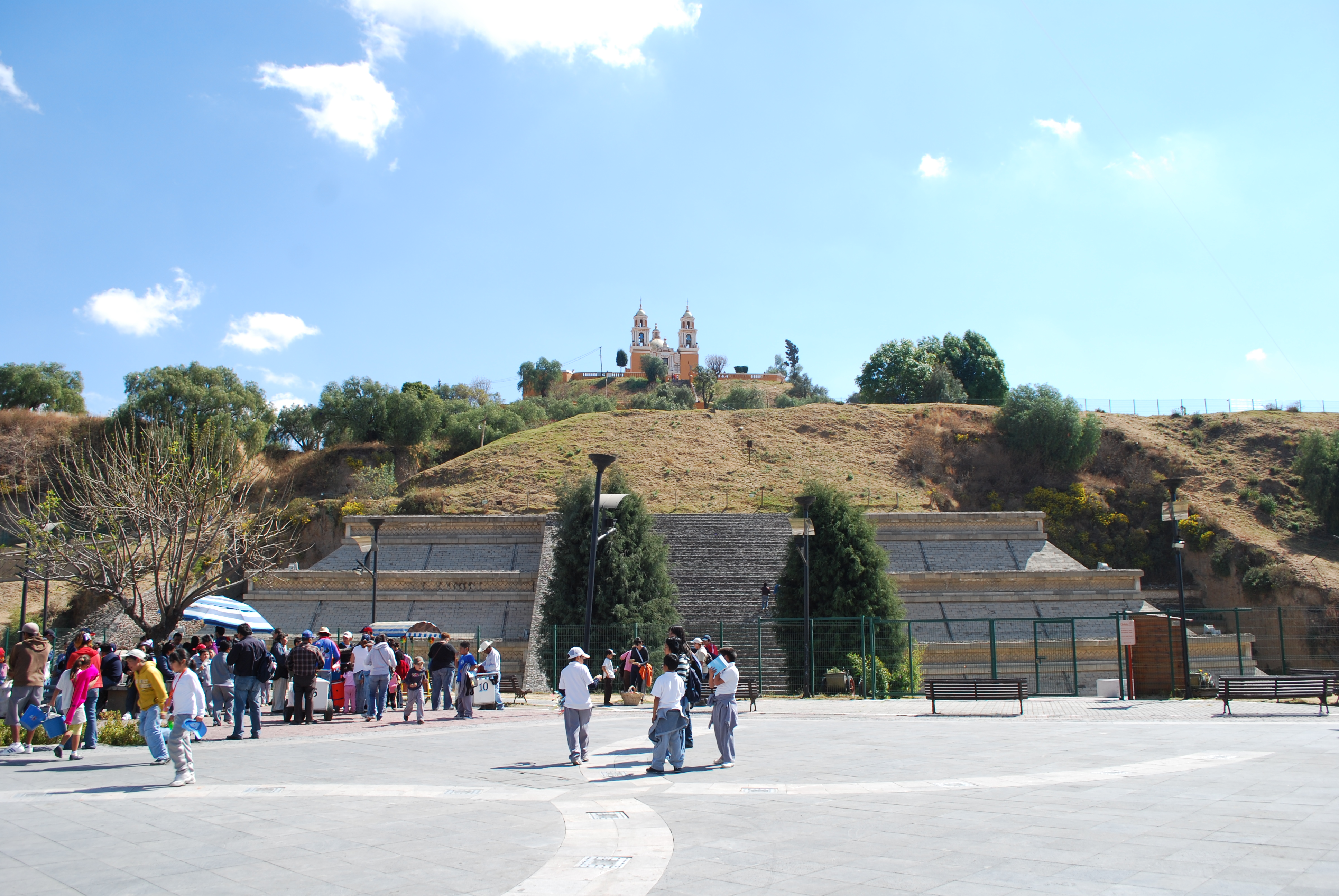
喬盧拉大金字塔，頂部是聖母教堂

這座城市最重要的觀光景點是喬盧拉大金字塔，金字塔的頂部是Nuestra Señora de los Remedios教堂。長滿了雜草的金字塔看起來像一座小山，南側已經被挖掘出來，內部有一個隧道網絡。金字塔和教堂每年接待參觀者約22萬人次，在春分和聖母節等特殊場合，一次參觀人數可達2萬人次。 從金字塔頂的教堂中庭，可以看到遠處東方地平線上的 Malinche、Popocatepetl、Iztaccíhuatl 和 Pico de Orizaba 火山。

### 金字塔
根據神話，金字塔是由一位名叫Xelhua的土坯磚巨人在鄰近的墨西哥山谷逃離洪水後建造的。 金字塔是喬盧拉考古區的一小部分，估計面積為154公頃（380英畝）。 金字塔的建造始於古典時期之前，隨著時間的推移，它被重建六次，最終成為底部每側120公尺（390 英尺）和18公尺高。 這個基地的面積是吉薩大金字塔的四倍，是美洲最大的金字塔基地。  其中兩個施工階段使用talud-tablero式建築，這種建築工法也曾在特奧蒂瓦坎使用過。 一些金字塔建築有墓葬，在不同的位置發現骨骼，許多祭品，尤其是陶瓷。最後的建築狀態在西側有樓梯通向頂部的一座寺廟，它面向伊斯塔西瓦特爾火山。

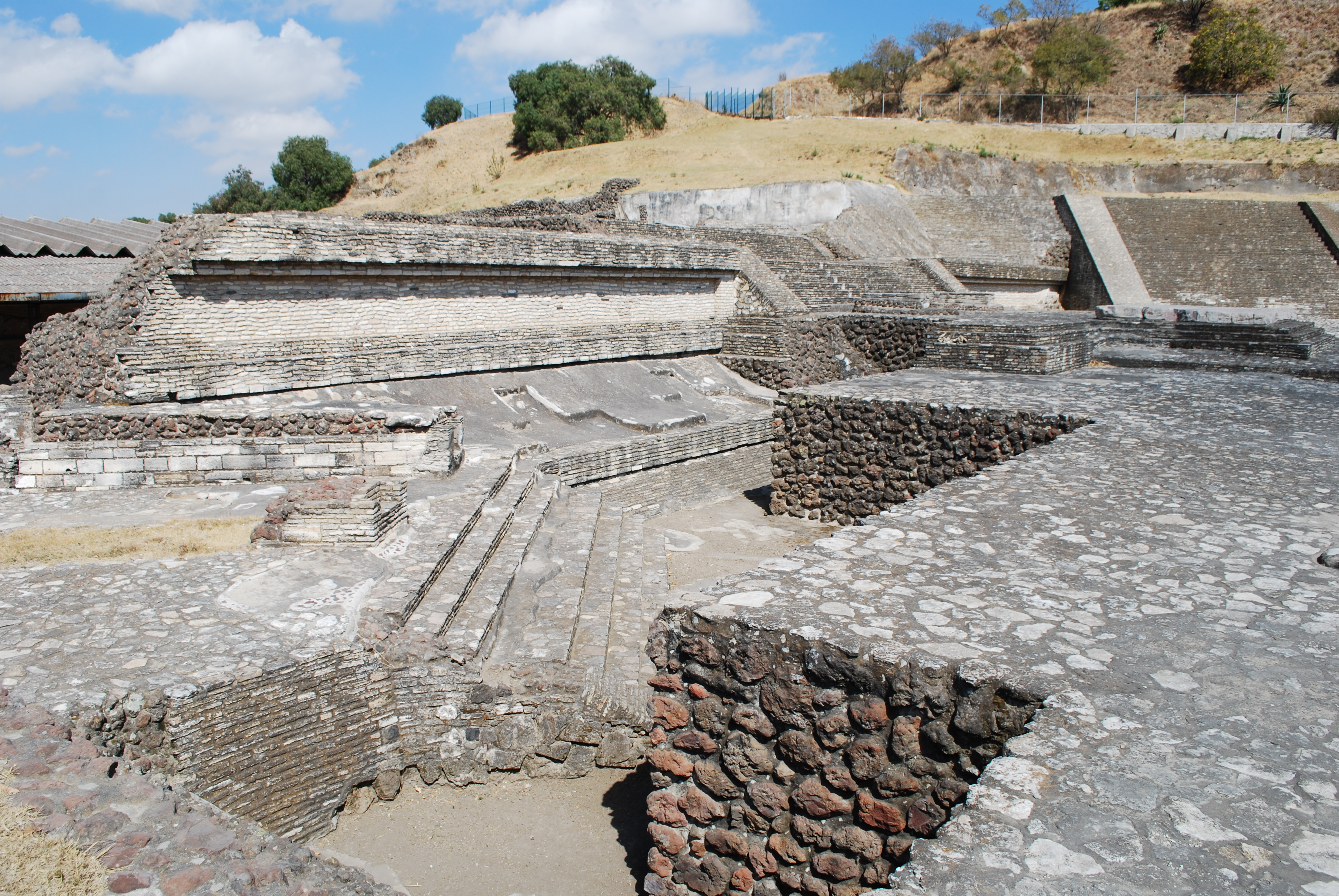
祭壇露台的西北角

### Nuestra Señora de los Remedios 教堂

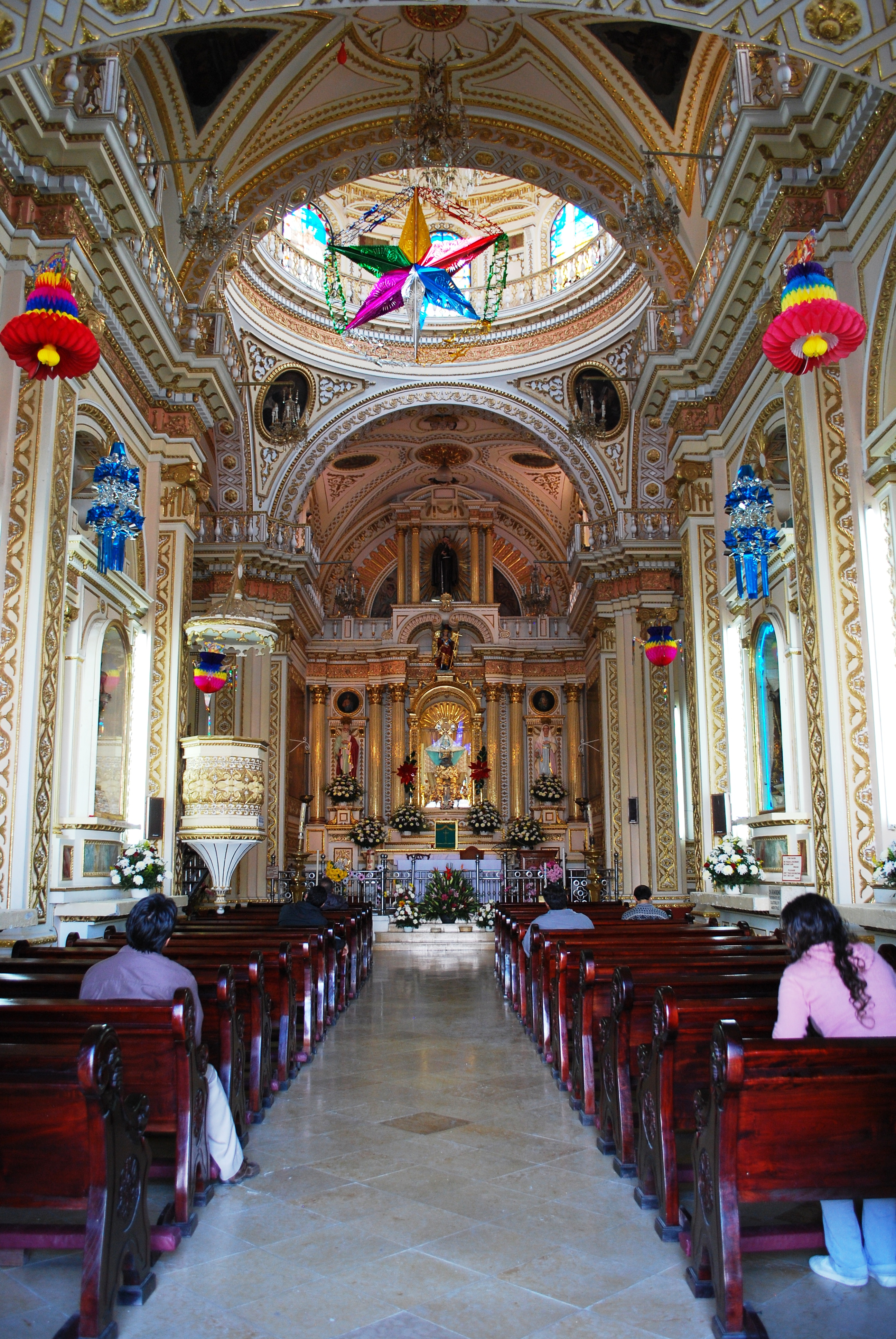
Nuestra Señora de los Remedios 教堂的主殿

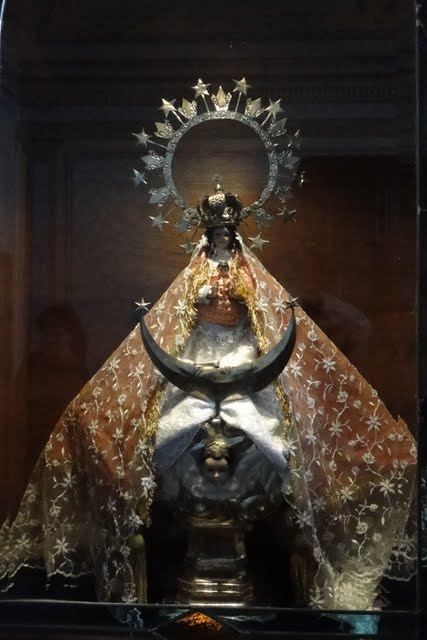
聖母節

金字塔是前西班牙時期的朝聖地點，現今也是個朝聖地，參觀Los Remedios聖母像，尤其是在九月。 Los Remedios聖母是聖母瑪利亞的稱號之一，專門滿足窮人的需求。墨西哥對這位聖母的崇拜可以追溯到西班牙征服時期。作為征服者的保護者，Los Remedios聖母與西班牙征服行動密切相關。在西班牙殖民者與原住民的戰鬥中，她被任命為西班牙軍隊的「將軍」。在墨西哥獨立戰爭期間，她被殖民軍隊援引，而墨西哥人民則高舉瓜達盧佩聖母的旗幟。因此，這幅圖像也被稱為 Virgen Gachupina，“gachupina”是墨西哥使用的西班牙貶義詞。 

## 社區和節日

### Barrios and cargas

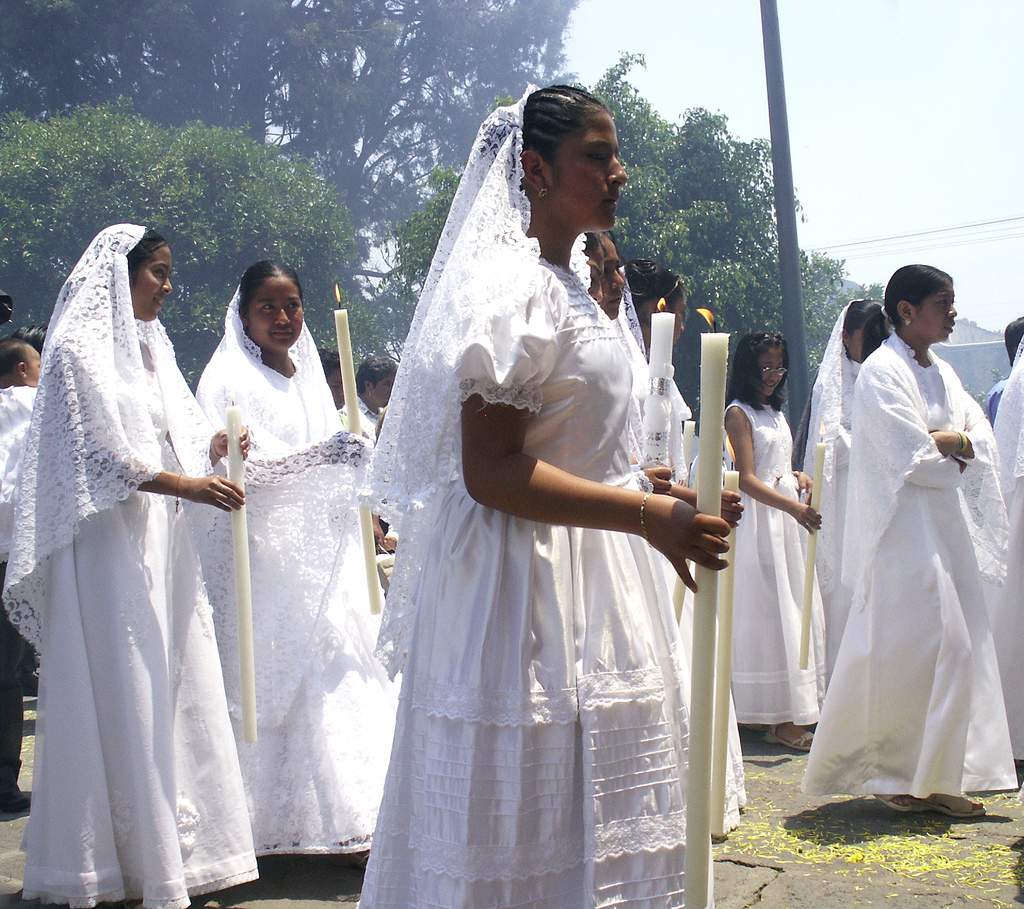
喬盧拉的遊行

喬盧拉市由兩個自治市組成：聖佩德羅喬盧拉和聖安德烈斯喬盧拉。街區系統聖佩德羅由八個區組成：San Miguel Tianguisnahuac、Jesus Tlatempa、Santiago Mixquitla、San Matthias Cocoyotla、San Juan Calvary Texpolco、San Christopher Tepontla、San Maria Xixitla、La Magdalena Coapa、San Pedro Mexicaltzingo 和 San Pablo Tecama。聖安德烈斯由十個區組成：San Miguel Xochimehuacan、Santiago Xicotenco、San Pedro Colomoxco、Santa María Coaco、La Santísima、San Juan Aquiahuac、San Andresito 和 Santo Niño。在前西班牙時期，這座城市混雜了許多種族。將他們團結在一起的是共同的宗教信仰。西班牙統治之後，西班牙人以各種守護聖者重組了前西班牙裔社區或阿茲特克capullis社區。這些社區一直保留到今天，其名稱以他們的守護聖者連在原來的前西班牙名稱前。最靠近市中心的社區已經城市化，而那些位於城市邊緣的社區保留了更多鄉村特色，經濟以農業和製磚業為基礎。 

### 重要節慶

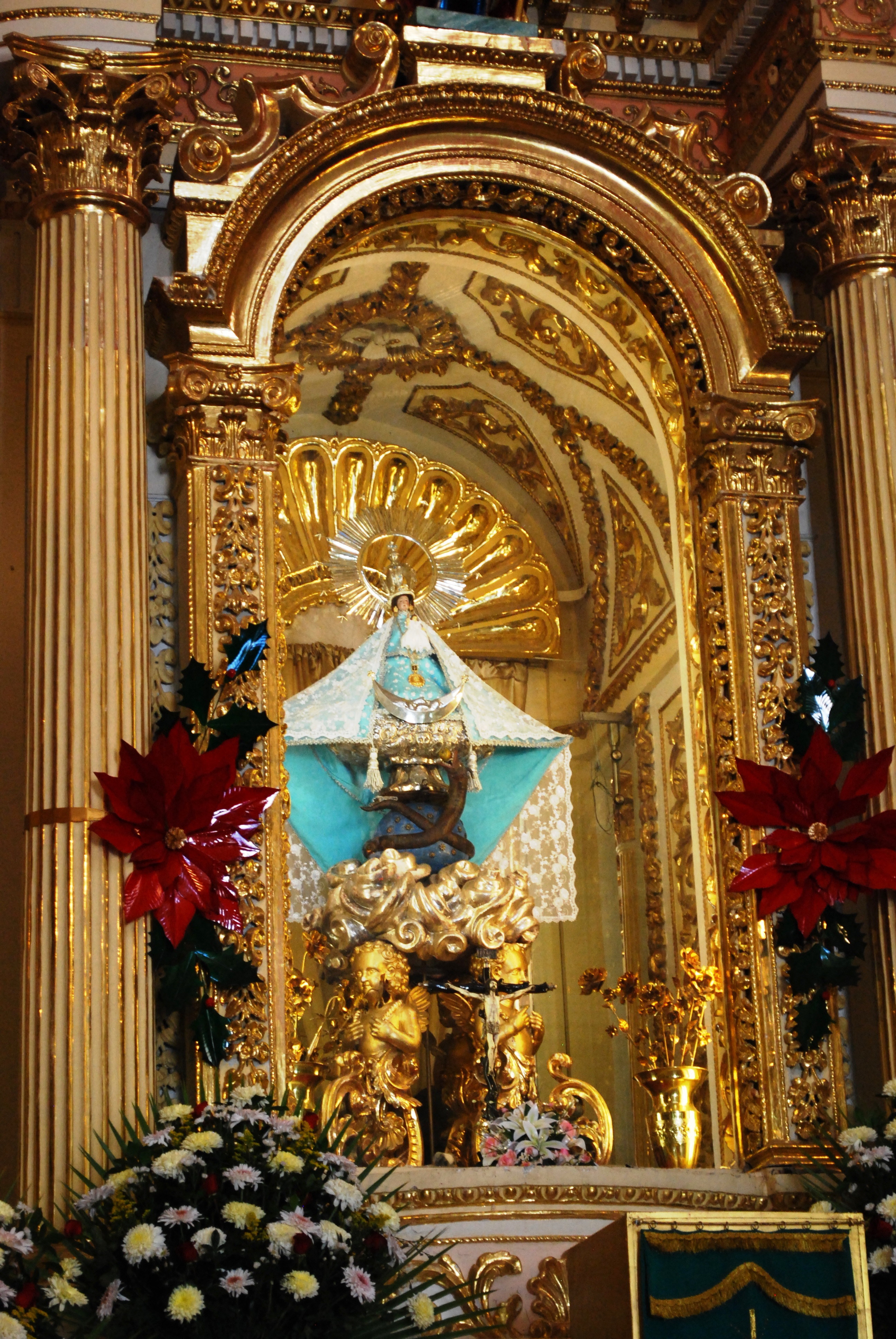
聖母在教堂的形象

喬盧拉最重要的節日期間從8月31日持續到9月中旬，以城市的守護神Los Remedios聖母為中心。8月31日晚上進行 Procesión de los Faroles（燈的遊行）。 以圍繞城市街道的遊行開始，每個社區都帶著其守護聖者的形象。晚上九點，遊行隊伍到聖加百列修道院，在所謂的“hora santa”（神聖時刻）唱歌和祈禱。 夜晚在金字塔頂部的 Nuestra Señora de los Remedios教堂結束，彌撒和向聖母唱“Las Mañanitas”。 這個傳統是最近才出現的。

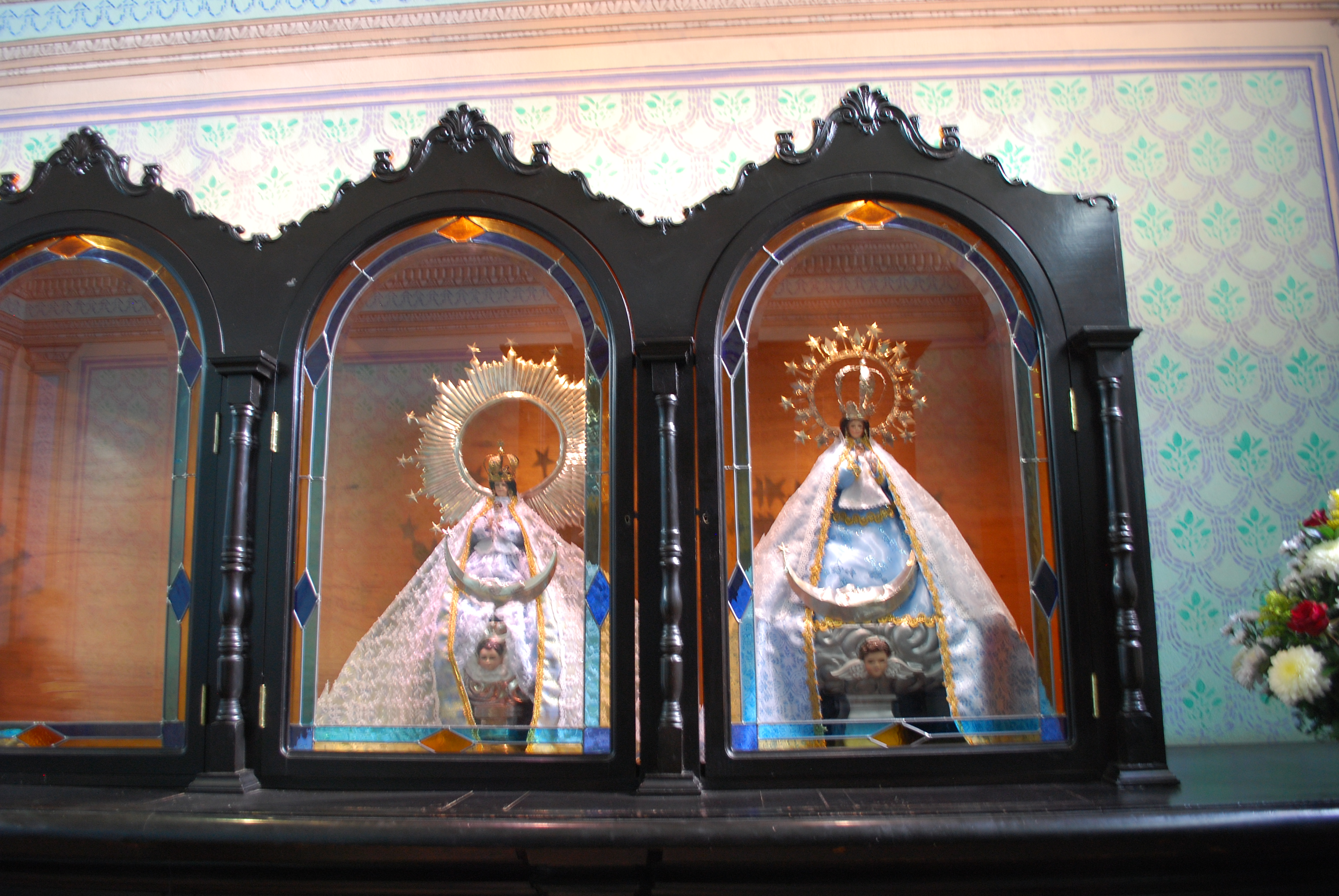
Los Remedios聖母的“姐妹”形象

Los Remedios聖母節於9月1日正式開始，持續一週左右到9月8日聖母節，以紀念她出現在這座城市。活動包括原住民舞蹈Concheros，以及朝聖者為聖母像帶來祭品。下午燃燒稱為“panzones”的人偶紙紮，腹部有煙火炮竹。“Panzon”的意思是“大肚子”。 人偶被燒毀後，煙火燃放。  

## 歷史

### 前西班牙时期

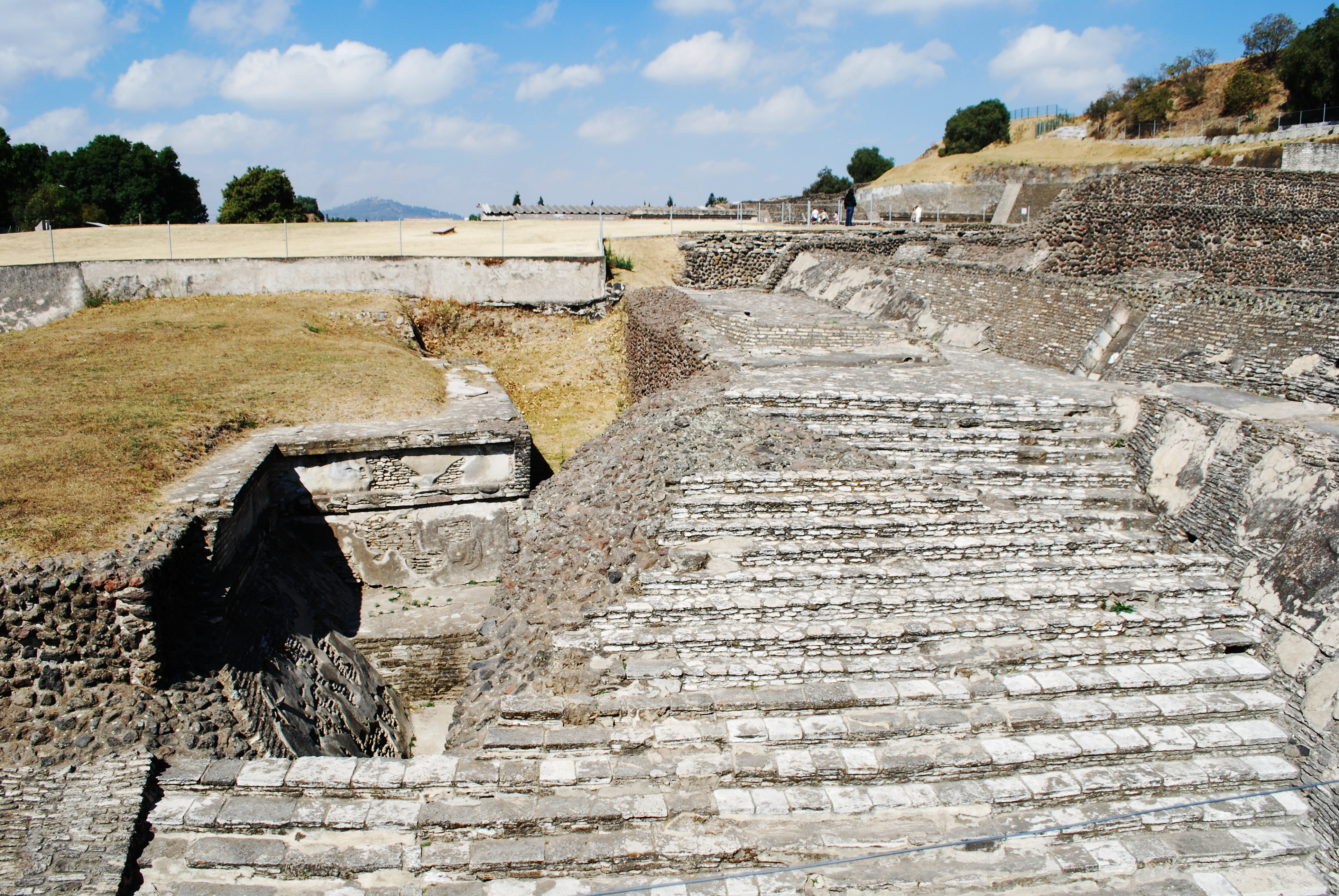
金字塔考古遺址的“特奧蒂瓦坎”建築

喬盧拉的名字來自納瓦特爾語，它的詞源被解釋為“水落的地方”或“逃亡者的地方”或兩者的結合。    ““逃亡者之地”指的是一個神話，描述公元1000年圖拉淪陷後托爾特克難民抵達該地區的故事。一個墨西哥神話指出，喬盧拉人，稱為 Chololtecs，是從神話故鄉阿茲特蘭遷移到墨西哥中部的七個阿茲特克部落之一的後裔。

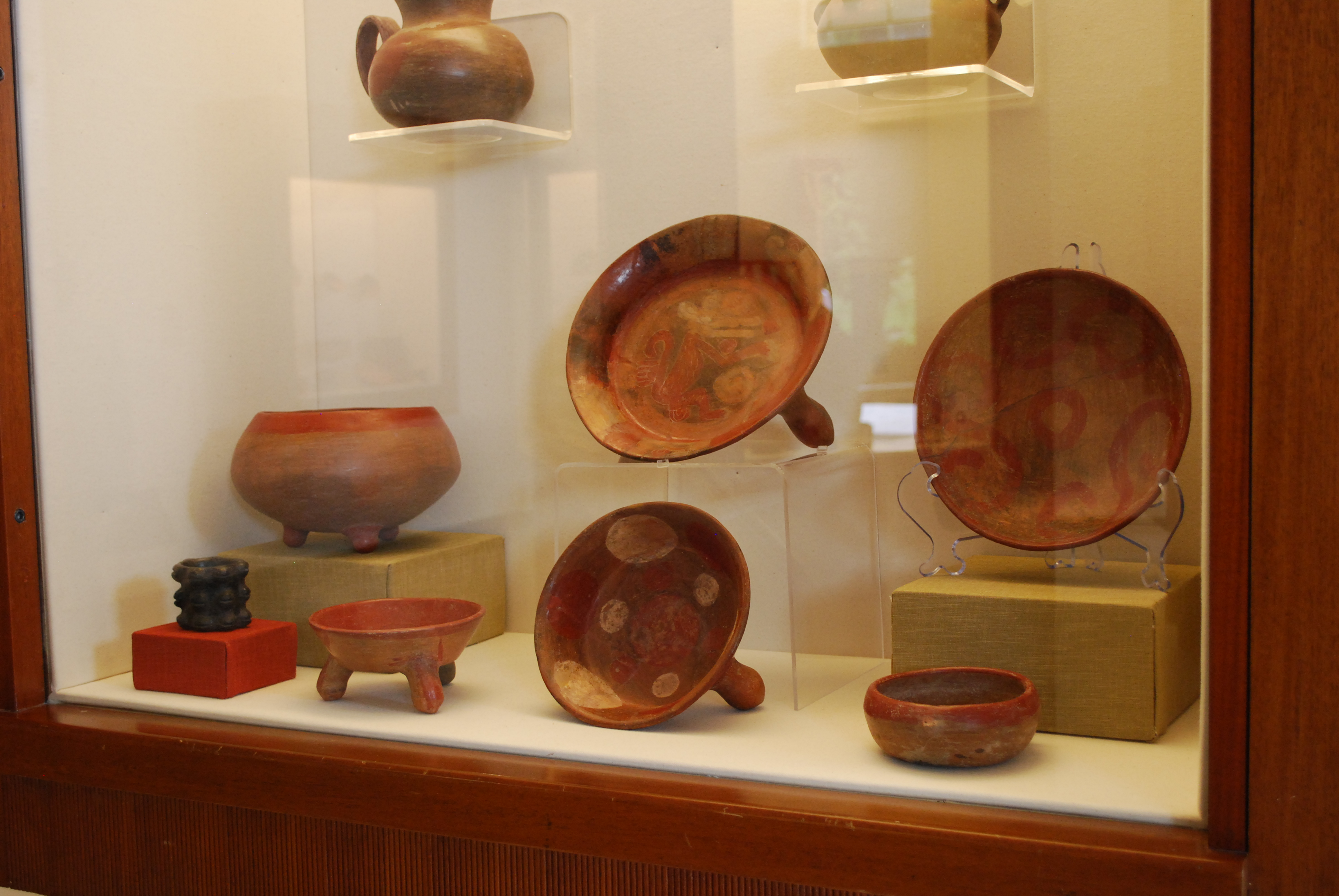
金字塔遺址博物館展示的陶瓷

### 殖民時期

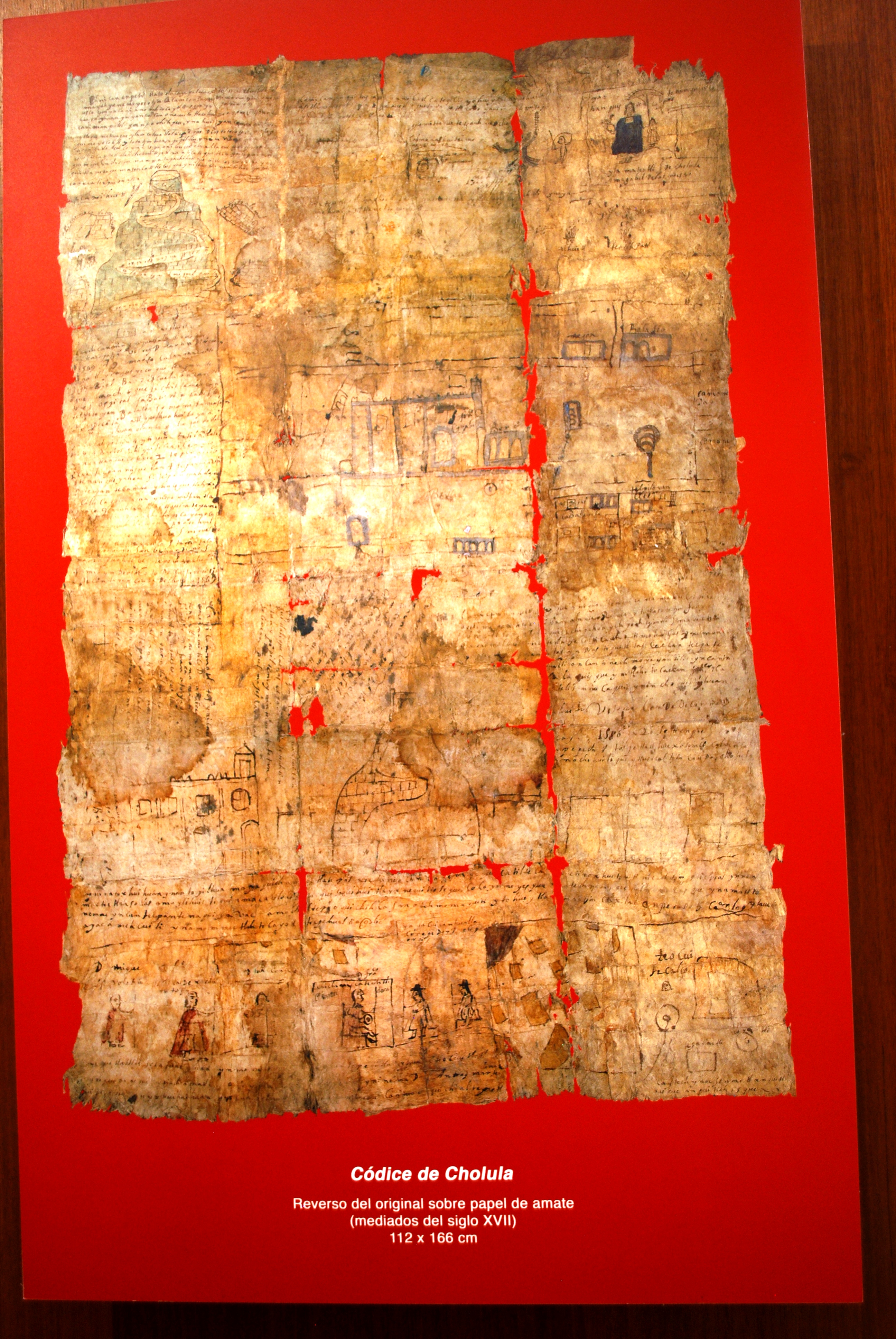
金字塔遺址博物館展出的喬盧拉手抄本。

當西班牙人到達時，喬盧拉是一個主要的宗教和商業中心，羽蛇神神廟是墨西哥中部高地最重要的朝聖地之一。   西班牙殖民者埃爾南·科爾特斯估計該市在市中心有430座寺廟和大約20,000所房屋，外圍還有20,000所房屋。  科爾特斯被山谷地區的牧場所吸引 但儘管那裡有大量灌溉農場，但這座城市的人口約為10萬  ，人口過剩意味著許多窮人經常缺乏食物。

### 獨立至今
聖佩德羅和聖安德烈斯在 1860 年代根據 1861 年普埃布拉憲法成立為兩個自治市。  這座橫跨兩個政治實體的城市於 1895 年被國家命名為 Distrito Cholula de Rivadavia，以紀念貝納迪諾·里瓦達維亞。 

## 經濟與旅遊

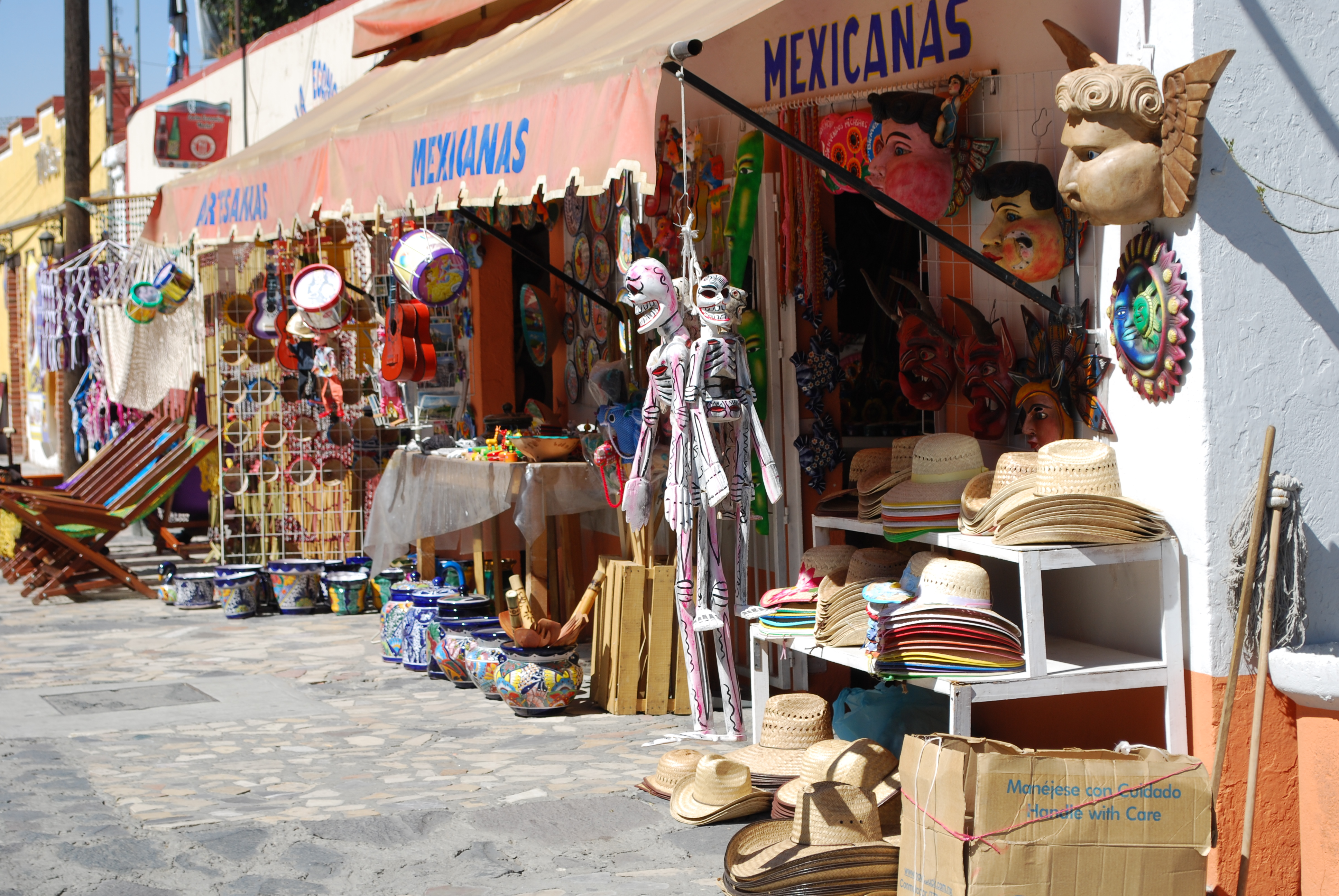
在喬盧拉出售的工藝品和紀念品

主要經濟活動是商業和農業，儘管經濟正在從農業轉移。 包括旅遊業在內的商業主要集中在市區，農業和製磚等某些行業大多位於城市邊緣以及聖佩德羅喬盧拉和聖安德烈斯喬盧拉的農村地區。 儘管喬盧拉本身就是一座城市，但它是普埃布拉大都市區的一部分，住宅區侵占了以前的農田。  

## 地理環境

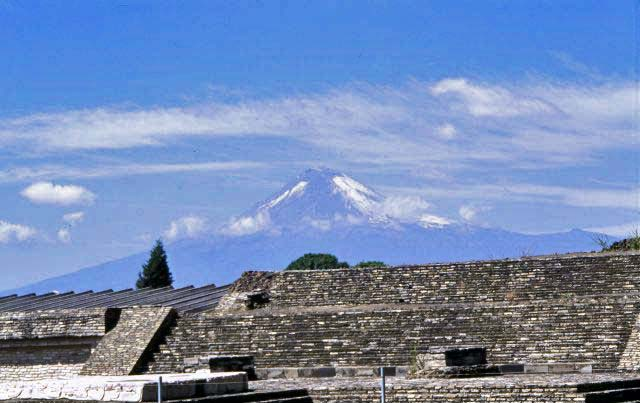
從考古遺址看波波卡特佩特火山

喬盧拉位於普埃布拉州中西部的普埃布拉河谷，墨西哥城以東122公里，普埃布拉以西8公里。 山谷西接內華達山脈，東接Malinche火山，並延伸到普埃布拉州和特拉斯卡拉州的部分地區。  喬盧拉地區面積超過 111.03 平方公里，在政治上分為聖安德烈斯市（61 平方公里）和聖佩德羅市（51.02 平方公里）。喬盧拉毗鄰Juan C. Bonilla、Coronango、Cuautlancingo、San Gregorio Atzompa、普埃布拉、San Jerónimo Tecuanipan、Calpan 和 Ocoyucan 等市鎮。  

## 人口統計
截至2005年，喬盧拉市區的人口為118,170人。聖安德烈斯側35,206人和聖佩德羅側82,964人。兩個市的總人口，包括市區以外的社區，為193,554人（聖安德烈斯為80,118人，聖佩德羅為113,436人）。  人口增长率约为 3%。 幾乎所有人口都是天主教徒，只有3.5%到4%的人認定為福音教派或新教徒。   喬盧拉大部分人口是混血兒，許多原住民家庭住在聖安德烈斯側。   

## 教育

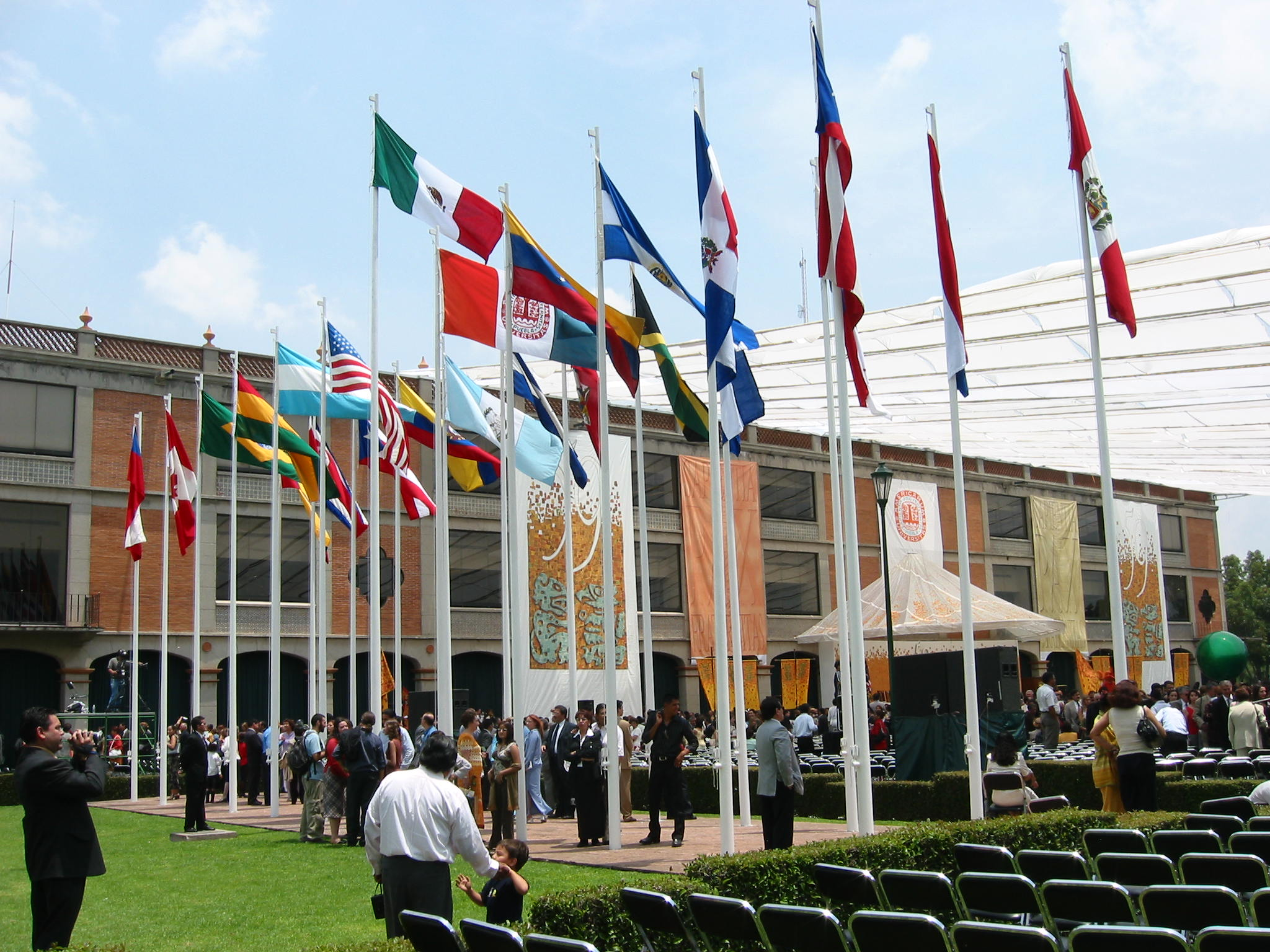
UDLAP圖書館外觀

喬盧拉地區有58所幼稚園、69所小學、54所中學、16所高中、6所高中以上的職學校和 Universidad de las Américas Puebla (UDLAP)校區。大部分學校位於城市的聖佩德羅一側。  

## 運輸交通
這座城市由 Estrella Roja運營的市區巴士站和連接普埃布拉市的Puebla-Cholula遊覽車提供服務。 Super Rápidos運營的喬盧拉和普埃布拉市之間有更多本地巴士。 還有許多當地“colectivos”公車或計程車、廂型車。 